# Callistomys pictus
Callistomys pictus (Pictet, 1841) è un roditore della famiglia degli Echimiidi, unica specie del genere Callistomys (Emmons & Vucetich, 1998), endemico del Brasile.

## Descrizione

### Dimensioni
Roditore di grandi dimensioni, con la lunghezza della testa e del corpo tra 250 e 295 mm, la lunghezza della coda tra 273 e 325 mm, la lunghezza del piede tra 43 e 54 mm, la lunghezza delle orecchie tra 16 e 18 mm e un peso fino a 480 g.

### Caratteristiche craniche e dentarie
Il cranio è stretto e presenta un rostro corto e sottile e una bolla timpanica rigonfia. I denti masticatori hanno tre radici ciascuno, la corona è elevata internamente e più bassa esternamente a causa della sua inclinatura verso l'esterno. Gli incisivi inferiori sono robusti e fortemente ricurvi.
Sono caratterizzati dalla seguente formula dentaria:

### Aspetto
La pelliccia è lunga e densa, il colore generale del corpo è biancastro con la base dei peli brunastra, una larga fascia dorsale nero lucida si estende dalle spalle fino alla base della coda e una macchia nera romboidale è presente tra la nuca e la zona tra gli occhi. Le orecchie sono piccole e poco visibili. Le vibrisse sono sottili. Gli arti posteriori e i piedi sono tozzi e larghi, le dita sono allungate. La coda è più lunga della testa e del corpo, è nera alla base, con l'estremità superiore bianca e quella inferiore giallo dorata, è ricoperta densamente di corti peli schiacciati su di essa. Le femmine hanno due paia di mammelle laterali. Il cariotipo è 2n=42 FN=76.

## Biologia

### Comportamento
È una specie arboricola.

## Distribuzione e habitat
Questa specie è conosciuta soltanto in tre municipalità lungo le coste atlantiche dello stato brasiliano di Bahia.
Vive nelle foreste pluviali sempreverdi atlantiche e talvolta in piantagioni di cacao.

## Conservazione
La IUCN Red List, considerato l'areale inferiore a 5.000 km², la sua distribuzione seriamente frammentata e il continuo declino nell'estensione e nella qualità del proprio habitat, classifica C.pictus come specie in pericolo (EN). È localmente cacciato per la sua carne.